# Гастерия Пилланса
Гастерия Пилланса (лат. Gasteria pillansii) — вид суккулентных растений рода Гастерия, семейства Асфоделовые.

## Описание
Гастерия Пилланса отличается двуствольными лопастными листьями и крупным околоцветником длиной 25–45(-50) мм, менее чем на треть своей длины неясно брюшковидным. Внутренние сегменты околоцветника сужены ниже вершины завязи, что является диагностическим признаком, который сразу отличает этот вид от любого другого вида. Кроме того, он характеризуется бесцветным эпидермисом листьев. Растения столононосные и встречаются плотными, от небольших до больших групп. Имеется заметное вегетативное сходство с G. disticha Южного Большого Кару, который имеет такие же листья, но меньший околоцветник, длиной 12–20 мм, отчетливо брюшковидный в основании на двух третях своей длины. По цветочным характеристикам G.pillansii можно спутать с G. acinacifolia, G. croucheri и G. batesiana из восточных областей Ловельд в Южной Африке. Эти виды имеют несколько похожий крупный околоцветник, но G.pillansii отличается от них тем, что его околоцветник менее чем на треть своей длины имеет неясно-гастериформную форму. В остальном G. acinacifolia, G. croucheri и G. batesiana совершенно различны, имея розетчатые, килевидные листья и узкоэллиптический околоцветник, брюшковидный на половине его длины. G.pillansii очень изменчив, особенно по размеру листа и околоцветника. Эта изменчивость непрерывна, и G. emesti-ruschii рассматривается здесь как разновидность G.pillansii. Ближе к берегу листья становятся более шершавыми, покрытыми песком и пылью.

#### Морфология

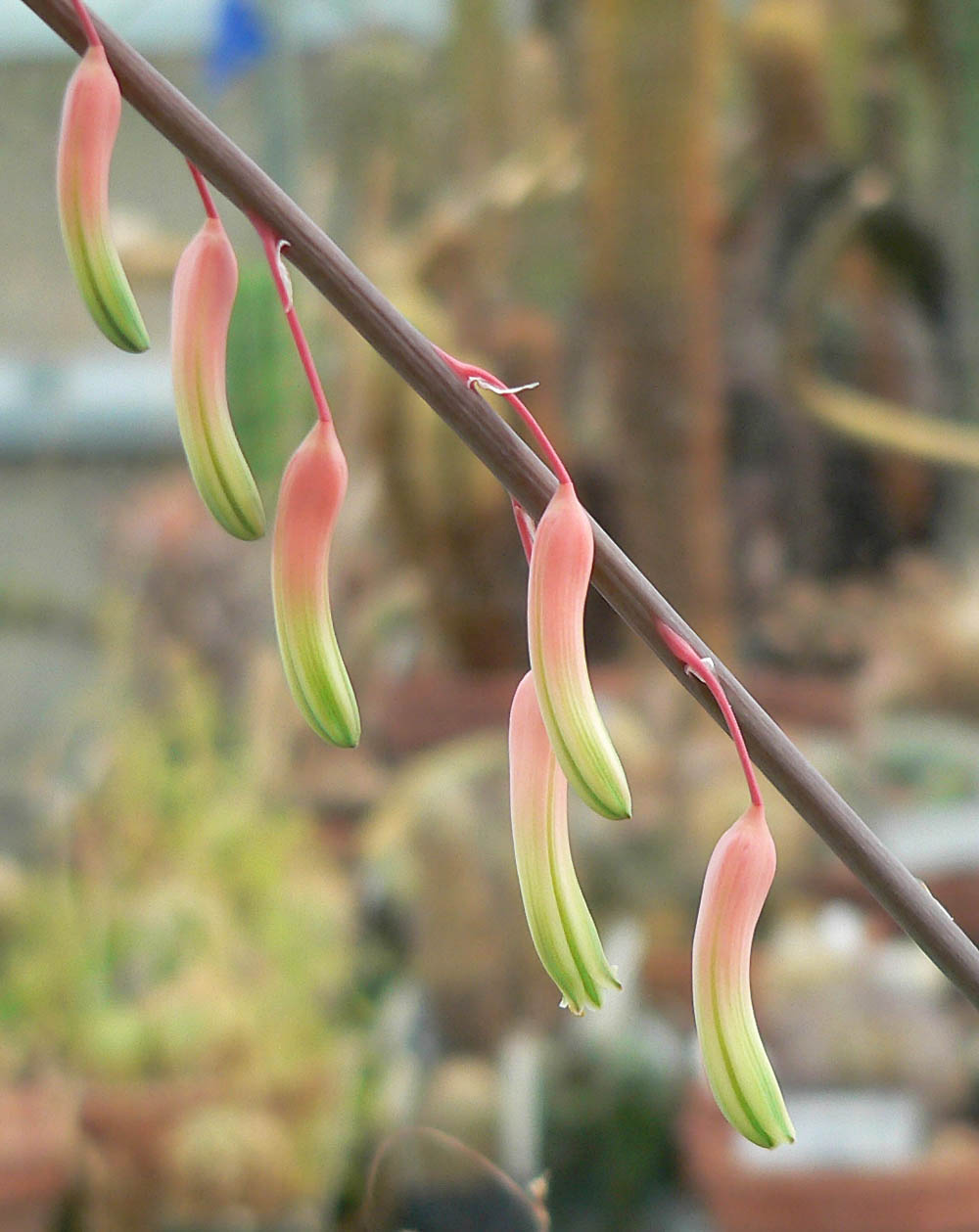
Цветы растения имеют форму желудка («gaster» в переводе с латыни «желудок»)

Растения бесстебельные, от лежачих до прямостоячих, 50–200 мм высотой и 60-400 мм в диаметре, разрастаются из подземных столонов и образуют плотные куртины (от 10 до 150 растений на клон) до 1 м в диаметре. Корни сочные. Листья двуствольные, 20–200 мм длины и 15-50 мм ширины в основании, лопастные, прямораскидистые или открытые; адаксиальная поверхность становится несколько канальной в сухой сезон; абаксиальная поверхность выпуклая; обе поверхности испещрены погруженными бугорками в неясных поперечных перевязях; эпидермис бесцветный, редко с немногочисленными куполообразными бугорками; край хрящевой, бугорчатый или зубчатый; вершина от тупой до острой, заостренная, редко усеченная или сплюснутая.
Соцветия кистевидные, по одному-три на растении, раскидистые и слегка изогнутые, 0,06–1,2(4,65) м дл., редко с парой боковых ответвлений; прицветники 7–9 мм длины, 4–6 мм ширины у основания. Цветки рыхло и вторично расположены в верхней половине (от 12 до 40 в кисте), цветоножка 9–20 мм длиной; цветочные прицветники 4–10 мм длиной и 2–4 мм шириной у основания. Околоцветник 25-45(-50) мм длины и 6-8 мм в диаметре, приствольный на 3 мм, неясно брюшковидный в основании на трети и менее длины; брюшковидная часть розовая, шаровидная (иногда нечеткая) или шаровидно-эллиптическая, слегка перетянутая над яичником; оттуда постепенно снова увеличивается до того же диаметра, что и желудочная часть (редко булавовидная); трубка белая, с зелёной исчерченностью; вершины тупые, прямо расходящиеся или загибающиеся, светло-розовые с зелёными срединными полосами, перепончатые края трех внутренних сегментов резко сужены на 4 мм от основания. Тычинки 22–32 мм длиной, нити слегка уплощенные, после цветения сокращаются; пыльники оранжево-жёлтые, 2–3(-5) мм длиной, включены или выступают на 5 мм; пыльца жёлтая. Завязь 6–8 мм длины, столбик 18-25(-30) мм длины, рыльце мелкое. Капсула продолговатая, 15-23 мм длины, 7 мм ширины. Семена 4–5 мм длиной, 2,5 мм шириной. Время цветения с ноября по апрель.

## Распространение
Родной ареал: ЮАР (Капская провинция) и Намибия. Суккулентное многолетнее растение, которое растет в основном в биоме пустыни или сухих кустарников.
Встречается на высоте от уровня моря до 1000 м на откосе Намакваленда. Осадки от 25 до 200 мм в год выпадают с апреля по сентябрь. Сильный туман от Бенгельского течения обеспечивает дополнительную влажность. В регионе возможны легкие заморозки. Лето очень жаркое, температура часто достигает 40 °C. Было обнаружено, что G.pillansii растёт на кварцитовом песчанике, граните и сланцах. Почвы песчаные, хорошо дренированные. Растения приурочены в основном к более прохладным южным и восточным направлениям и почти всегда встречаются под ксерофитными кустарниками или в тени скал, редко на открытых или обращенных на север участках. Растительность ксерофитная и состоит в основном из сочных кару и намакваленда сломанного вельда. G. pillansii также был обнаружен в засушливых финбосах и страндвельдах.

## Таксономия
Gasteria pillansii Kensit, Trans. Roy. Soc. South Africa 1: 163 (1910).

#### Этимология
Gasteria: род назван в честь его цветов в форме желудка («gaster» в переводе с латыни «желудок»), которые образуются из-за вздутия основания венчика. Общие названия включают бычий язык, коровий язык, язык адвоката и, иногда, язык свекрови.
pillansii: видовой эпитет в честь ботаника Невилла Стюарта Пилланса (1884–1964).

## Подвиды
Подтвержденные подвиды по данным сайта Plants of the World Online на 2022 год:
- Gasteria pillansii var. ernesti-ruschii (Dinter & Poelln.) van Jaarsv.
- Gasteria pillansii var. hallii van Jaarsv.

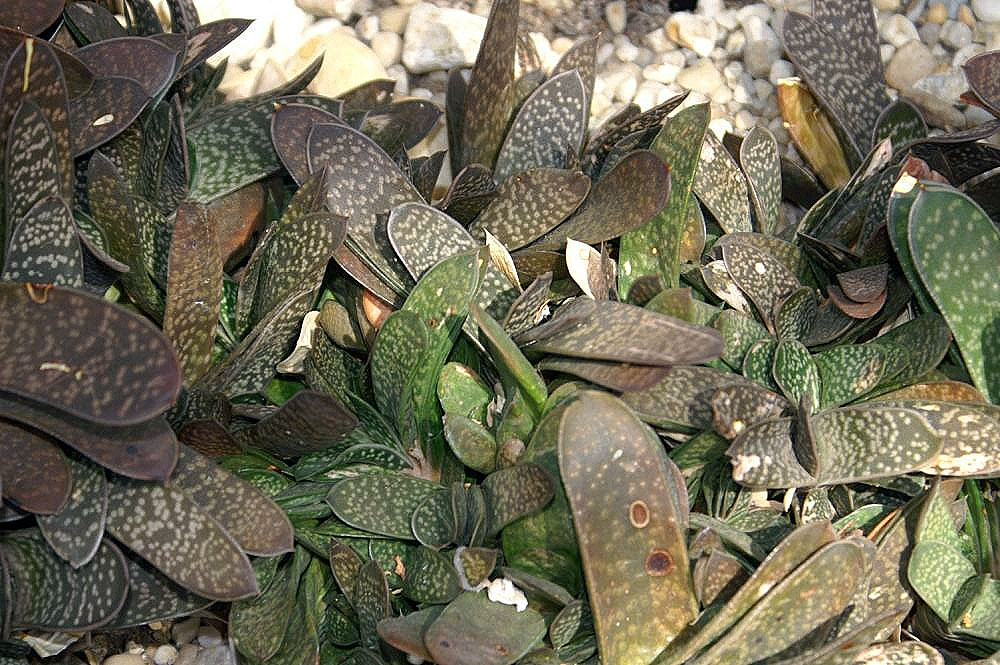
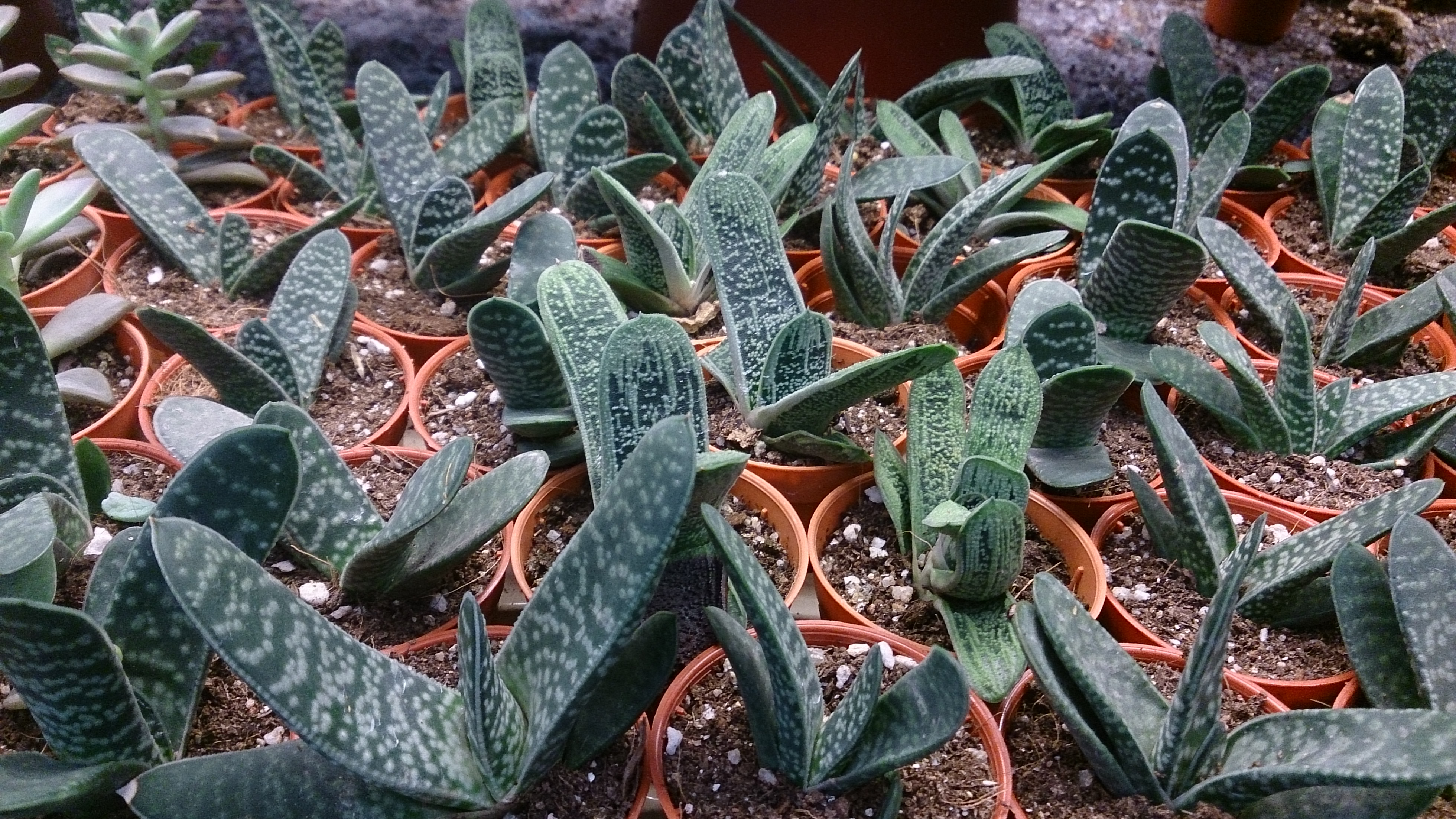

- Gasteria pillansii var. pillansii